# Campeonato Paranaense 2013
In 2013 werd het 99ste Campeonato Paranaense gespeeld voor voetbalclubs uit de Braziliaanse staat Paraná. De competitie werd gespeeld van 20 januari tot 11 mei en werd georganiseerd door de Federação Paranaense de Futebol. Coritiba werd kampioen. 
Er werd ook een Campeonato do Interior gespeeld, waaraan de best geklasseerde clubs deelnamen die niet uit de stad Curitiba afkomstig kwamen, dit werd gewonnen door Londrina. 

## Eerste toernooi
| Plaats | Club                 | Wed. | W | G | V  | Saldo | Ptn. |
| ------ | -------------------- | ---- | - | - | -- | ----- | ---- |
| 1.     | Coritiba             | 11   | 8 | 3 | 0  | 23:4  | 27   |
| 2.     | Londrina             | 11   | 7 | 2 | 2  | 25:8  | 23   |
| 3.     | Paraná               | 11   | 5 | 5 | 1  | 15:8  | 20   |
| 4.     | J. Malucelli         | 11   | 5 | 2 | 4  | 14:13 | 17   |
| 5.     | Atlético Paranaense  | 11   | 3 | 5 | 3  | 13:11 | 14   |
| 6.     | Arapongas            | 11   | 2 | 8 | 1  | 11:8  | 14   |
| 7.     | Paranavaí            | 11   | 3 | 4 | 4  | 12:18 | 13   |
| 8.     | Toledo               | 11   | 2 | 6 | 3  | 13:12 | 12   |
| 9.     | Operário Ferroviário | 11   | 2 | 6 | 3  | 11:14 | 12µ  |
| 10.    | Cianorte             | 11   | 3 | 2 | 6  | 11:16 | 11   |
| 11.    | Rio Branco           | 11   | 2 | 4 | 5  | 9:23  | 10   |
| 12.    | Nacional             | 11   | 0 | 1 | 10 | 6:28  | 1    |

|  | Geplaatst voor finale |

## Tweede toernooi
| Plaats | Club                 | Wed. | W | G | V | Saldo | Ptn. |
| ------ | -------------------- | ---- | - | - | - | ----- | ---- |
| 1.     | Atlético Paranaense  | 11   | 8 | 2 | 1 | 20:13 | 26   |
| 2.     | Londrina             | 11   | 8 | 1 | 2 | 19:7  | 25   |
| 3.     | Coritiba             | 11   | 6 | 3 | 2 | 26:13 | 21   |
| 4.     | Operário Ferroviário | 11   | 6 | 3 | 2 | 21:10 | 21   |
| 5.     | Paraná               | 11   | 5 | 4 | 2 | 14:10 | 19   |
| 6.     | J. Malucelli         | 11   | 6 | 0 | 5 | 12:12 | 18   |
| 7.     | Arapongas            | 11   | 4 | 1 | 6 | 15:19 | 13   |
| 8.     | Toledo               | 11   | 3 | 3 | 5 | 9:12  | 12   |
| 9.     | Rio Branco           | 11   | 3 | 2 | 6 | 15:20 | 11   |
| 10.    | Cianorte             | 11   | 3 | 1 | 7 | 13:18 | 10   |
| 11.    | Nacional             | 11   | 1 | 2 | 8 | 5:16  | 5    |
| 12.    | Paranavaí            | 11   | 1 | 2 | 8 | 5:24  | 5    |

|  | Geplaatst voor finale |

## Campeonato do Interior
In geval van gelijkspel wint de club met de beste notering in de competitie.
|            |                                  |       |              |                                                         |
| 5 mei Heen | Operário Ferroviário             | 2 – 1 | Londrina     | Estádio Germano Krüger, Ponta Grossa Toeschouwers: 1683 |
| 5 mei Heen | Rone Dias 0,27' Paulo Sergio 79' |       | 59' Weverton | Estádio Germano Krüger, Ponta Grossa Toeschouwers: 1683 |

|              |                        |       |                      |                                                |
| 12 mei Terug | Londrina               | 2 – 1 | Operário Ferroviário | Estádio do Café, Londrina Toeschouwers: 16.667 |
| 12 mei Terug | Dirceu 25' Neílson 67' |       | 39' Paulo Sergio     | Estádio do Café, Londrina Toeschouwers: 16.667 |

## Finale
|            |                                                          |       |                       |                                             |
| 5 mei Heen | Atlético Paranaense                                      | 2 – 2 | Coritiba              | Vila Olímpica, Curitiba Toeschouwers: 6.162 |
| 5 mei Heen | Patric Cabral Lalau 12' (own) Hernani Azevedo Júnior 78' |       | 4' Deivid 85' Geraldo | Vila Olímpica, Curitiba Toeschouwers: 6.162 |

|              |                           |       |                     |                                              |
| 12 mei Terug | Coritiba                  | 3 – 1 | Atlético Paranaense | Couto Pereira, Curitiba Toeschouwers: 24.872 |
| 12 mei Terug | Alex 29', 40' Geraldo 90' |       | 5' Hernani          | Couto Pereira, Curitiba Toeschouwers: 24.872 |

### Kampioen
| Campeonato Paranaense de 2013 |
| Paraná                        |
| ----------------------------- |
| CORITBA Kampioen (37° titel)  |